# ماریوش ترلینسکی
ماریوش ترلینسکی (لهستانی: Mariusz Treliński؛ زادهٔ ۲۸ مارس ۱۹۶۲) کارگردان نمایش و اپرا و همچنین کارگردان فیلم اهل لهستان است.
وی همچنین برندهٔ جوایزی همچون نشان افتخار تولد لهستان شده‌است.